# TV COM
TV COM is een Waalse regionale televisiezender voor de provincie Waals-Brabant.

## Enkele programma's
- Gradins
- Espace Région
- Espace Sport
- Boucle BW
- 7 en BW

In de werkdagen tussen 4.00 en 7.00 uur, tussen 9.00 en 12.00 uur en tussen 16.00 en 18.00 uur zendt TV COM een kabelkrant uit met het laatste nieuws uit de provincie Waals-Brabant.